# Colin Stetson
Colin Stetson – amerykańsko-kanadyjski muzyk jazzowy, grający przede wszystkim na saksofonach, klarnetach i rogu.

## Życiorys
Urodzony w Ann Arbor, Stetson studiował muzykę na Uniwersytecie Michigan. Na początku kariery muzyczne grał na żywo m.in. z Fredem Frithem. Przełomowym momentem jego kariery był udział jako muzyk sesyjny w nagraniu dwóch albumów Toma Waitsa, Blood Money i Alice (2002). Później współpracował też m.in. z Anthonym Braxtonem, Laurie Anderson, Arcade Fire, TV On The Radio, Feist, Lou Reedem, Davidem Byrnem, Jolie Holland, Sinéad O’Connor, LCD Soundsystem, The National, Angelique Kidjo i Bon Iver.
Jego utwór Awake on Foreign Shores został wykorzystany do ścieżki dźwiękowej nagrodzonego Oscarem filmu Zniewolony. 12 Years a Slave.
Po przejściowych pobytach w San Francisco i Nowym Jorku od 2007 roku żyje w Montrealu. Od 2011 posiada obywatelstwo Kanady.

## Styl muzyczny
Stetson znany jest ze swojej zdolności oddechu permanentnego, która umożliwia mu granie długich fraz bez konieczności robienia przerw na zaczerpnięcie powietrza. Nagrał trzy solowe albumy (trylogia New History Warfare), w których nie korzystał z możliwości overdubbingu, tworząc poszczególne utwory w całości na żywo, korzystając z do 24 mikrofonów rejestrujących m.in. perkusyjne dźwięki wydawane przez klapy saksofonu oraz modulacje, których dokonywał przy pomocy krtani.

## Dyskografia
- Distance (2001, Defensive)
- Slow Descent (2003, Flying Tigers Music)
- New History Warfare Vol. 1 (2008, Aagoo Records)
- New History Warfare Vol. 2: Judges (2011, Constellation Records)
- Stones z Matsem Gustafssonem (2012, Rune Grammofon)
- New History Warfare Vol. 3: To See More Light (2013, Constellation Records)
- Never Were the Way She Was z Sarą Neufeld (2015, Constellation Records)